# Jordi Pardo
Jordi Pardo Lázaro (Santa Coloma de Gramenet, 4 maggio 1968) è un ex cestista spagnolo.

## Palmarès
- Campionato spagnolo: 2

Joventut Badalona: 1990-91, 1991-92
- Copa Príncipe de Asturias: 1

Joventut Badalona: 1991
- Liga catalana: 5

Joventut Badalona: 1986, 1987, 1988, 1990, 1991